# Príncipe de Asturias (R-11)
O Principe de Asturias foi um  porta-aviões da Marinha Espanhola comissionado em 1979, com base em Rota. O navio foi lançado ao mar em 1982; a integração no sistema Digital de Comando y Control Tritan e a instalação da ponte do navio levaram a que apenas tenha iniciado o seu serviço nove anos após a sua construção.
Morfologia da embarcação:
- Pode transportar e operar 12 caças AV-8B Harrier II Plus e Harrier II, armados com AIM-9L, AIM-120 AMRAAM (mísseis ar-ar), AGM-65E Maverick (míssil ar-terra|mísseis ar-terra) e um canhão GAU-12U. Pode também operar com 12 helicópteros, geralmente seis Sikorsky Sea King SH-3H, quatro Agusta AB-212 e dois Sikorsky SH-3 AEW. Ao todo pode operar com 17 aeronaves no hangar de 2300 m² (em casos de emergência) e 12 no convés de 5100 m², operando-se elevadores para transitar os veículos de um local para o outro.
- O sistema de armamento do porta-aviões conta com 4 canhões antiaéreos FABA Meroka Modelo 2B, 12 canhões de 20mm L120 Oerlikon e um sistema MK 13 Modelo 4 de lançamento de mísseis Harpoon.
- O navio utiliza sistemas de contra-medidas sonoros Super RBOC (6 lançadores) e um sistema de supressão sonora para o casco e hélice.
- A nível de sensores, utiliza um radar de busca aérea Raytheon SPS-52C/D e de busca de superfície ISC cardion SPS-55, um radar para os canhões antiaéreos do tipo FABA SPG-M2B doppler e o de mísseis antiembarcações é o Alenia RTN-11L/X.
- O sistema de propulsão consiste em duas turbinas de gás General Electric LM2500 (potência de 69,2 MW) com uma velocidade máxima de 25 nós, possuíndo uma autonomia total de 6500 milhas marítimas à velocidade de 20 nós.